# In linea con l'assassino
In linea con l'assassino (Phone Booth) è un film del 2002 diretto da Joel Schumacher.

## Trama
New York. Stuart "Stu" Shepard è un giovane manager di terz'ordine che fa di tutto per sembrare importante a chi gli sta intorno, basando il tutto su una serie infinita di bugie e sotterfugi. Ogni giorno va nella medesima cabina telefonica nel cuore di Manhattan per telefonare a Pam, una giovane ragazza di provincia arrivata in città per tentare la carriera di attrice: Stu le ha fatto grandi promesse ma in realtà vorrebbe soltanto intraprendere una relazione extraconiugale con lei, all'insaputa di sua moglie Kelly.
Al termine della chiamata Stu sta per andarsene, ma improvvisamente sente il telefono squillare; incuriosito, risponde: dall'altra parte della cornetta c'è uno squilibrato armato con un fucile di precisione che gli dice di tenere la cabina sotto tiro da un edificio vicino e che minaccia di ucciderlo qualora riagganci e se ne vada. Lo sconosciuto sa molte cose di Stu, compreso il fatto che vuole tradire la moglie, e gli chiede di fare chiarezza sia con lei che con Pam. Il killer dimostra di fare sul serio uccidendo un uomo vicino alla cabina, ma astutamente riesce a far sì che l'omicidio appaia colpa di Stu. Il gioco psicologico del killer prosegue anche con l'arrivo della polizia, dei media, di Kelly e di Pam.
Alla fine la polizia riesce a capire dove si trova il killer e, una volta arrivati sul posto, trovano un uomo in una pozza di sangue; viene identificato da Stu, il quale asserisce di aver avuto un litigio con lui proprio quella mattina. In realtà altri non è che un depistaggio poiché, quando Stu viene liberato e portato nell'ambulanza, il vero killer si fa vivo e (mentre Stu è sotto l'effetto di un potente sedativo per calmarlo dallo stress) gli parla rivelando che il suo operato aveva un'insospettata valenza morale: se Stu avesse continuato a mentire, come aveva fatto sino a quel momento, lui si sarebbe rifatto vivo e l'avrebbe ucciso. Stu avrebbe dovuto, dunque, essere sincero con se stesso e con le persone che gli stavano accanto per avere salva la vita.

## Produzione

### Regia
La pellicola si svolge in tempo reale — in altre parole, lo scorrere del tempo nella finzione è pari a quello vissuto dallo spettatore durante la visione —, e fa ampio uso dello split screen, in modo analogo a quanto avveniva nella contemporanea serie televisiva 24 di cui era protagonista Kiefer Sutherland, proprio il cattivo de In linea con l'assassino.

### Sceneggiatura
Larry Cohen aveva proposto originariamente l'idea di una pellicola che si svolgesse interamente in una cabina telefonica ad Alfred Hitchcock negli anni sessanta; a Hitchcock l'idea piacque, ma né lui né Cohen riuscirono all'epoca a trovare una trama plausibile per mantenere il film confinato alla cabina, pertanto l'idea fu abbandonata. Cohen riprese in mano il soggetto alla fine degli anni novanta, quando ebbe l'idea del cecchino.

### Riprese
Le riprese principali del film sono state completate in dieci giorni, con altri due giorni per le altre scene e rifacimenti. Sebbene sia ambientato a New York, è stato girato per la maggior parte nel centro di Los Angeles (alla Quinta Strada, tra Broadway Street e Spring Street): questo fatto è rivelato anche dal passaggio per strada degli autobus della Contea di Los Angeles; sullo schermo viene invece detto che la cabina si trova tra la West 53 Street e la 8th Avenue a Manhattan. La versione del regista del film include un cameo di Jared Leto.

## Distribuzione
La distribuzione del film doveva originariamente avvenire negli Stati Uniti nell'autunno del 2002, ma proprio in quel periodo (ottobre 2002) si verificarono a Washington alcuni casi di cecchini serial killer (argomento trattato nel film), e fu così deciso di rimandare l'uscita della pellicola all'aprile del 2003.

## Citazioni e riferimenti
- Ad un certo punto della telefonata il cecchino avverte Stu di non assumere atteggiamenti ostili nei confronti della polizia poiché una volta un tizio è stato colpito dagli agenti ben quarantuno volte solo per aver estratto il portafogli. Questo è un riferimento all'uccisione del giovane studente liberiano Amadou Diallo, avvenuta proprio a New York il 4 febbraio 1999, che destò molto scalpore e indignazione negli Stati Uniti: poiché corrispondeva alla descrizione di uno stupratore la polizia lo avvicinò ed egli, per identificarsi, fece per tirare fuori dalla tasca il portafogli; erroneamente gli agenti ritennero che stesse estraendo una pistola e quattro di loro gli spararono quarantuno volte, centrandolo con diciannove colpi e uccidendolo.
- Su un portone dietro la cabina telefonica si possono notare degli adesivi raffiguranti il wrestler André the Giant, marchio di fabbrica del designer Obey.